# Мстинская Новинка
Мстинская Новинка — деревня в Любытинском районе Новгородской области России. Входит в состав Любытинского сельского поселения.

## История
Постановлением Новгородской областной думы от 30 мая 2007 г. № 240-ОД деревня Новинка (территория бывшего Комаровского сельсовета) переименована в деревню Мстинская Новинка.

## Население
| 2010 |
| ---- |
| 3    |